# Король умер, да здравствует король!

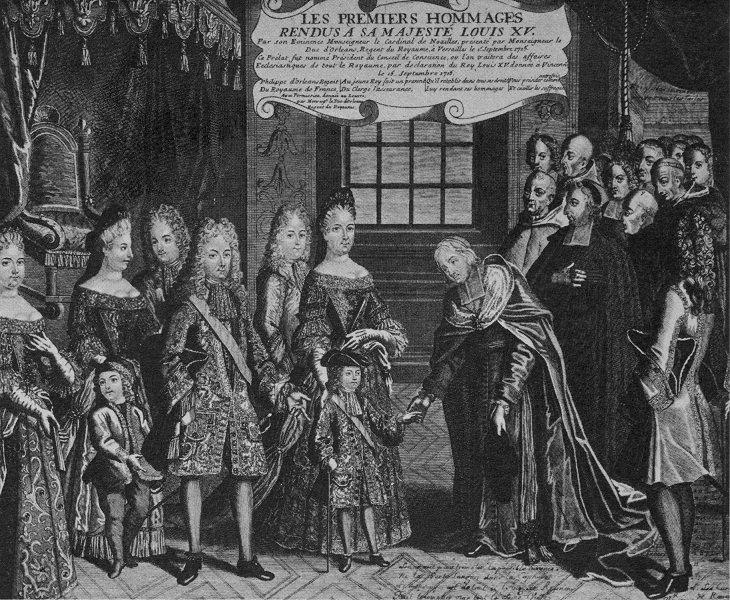
«Король умер. Да здравствует король!», 1 сентября 1715 года. В день смерти короля Людовика XIV регент герцог Орлеанский объявил новым королём пятилетнего Людовика XV. Кардинал де Ноай приносит присягу на верность новому монарху. Французская гравюра.

Король умер. Да здравствует король! (фр. Le Roi est mort, vive le Roi!, [lə.ʁwa.ɛ 'mɔːʁ,viv.lə 'ʁwa]) — традиционная французская фраза, которая произносится в некоторых странах во время провозглашения нового монарха. Используются также фразы, переведённые на другие языки, — на английском (англ. The King is dead. Long live the King!).

## Происхождение
Первое упоминание фразы неизвестно. После казни последнего герцога Монморанси эта фраза традиционно произносилась герцогом д’Юзесом как старейшим пэром Франции, как только гроб с останками усопшего монарха опускался в склеп аббатства Сен-Дени. Фраза происходит из текста закона фр. le mort saisit le vif, который регламентирует передачу верховной власти непосредственно в момент смерти предыдущего монарха. Первое предложение «Король умер» является объявлением о смерти умершего монарха. Второе предложение «Да здравствует король!» относится к его преемнику, который в этот же момент наследует монарший трон.

## Использование
В Англии в средние века французский язык являлся языком общения аристократов и эта фраза довольно точно стала передавать такую же по смыслу английскую традицию, которая известна с 1272 года, когда умер король Англии Генрих III, в то время, как его сын Эдуард I участвовал в Крестовом походе. Чтобы избежать возможных осложнений при передаче верховной власти согласно правилам престолонаследия, Тайный совет провозгласил «Трон никогда не должен пустовать, страна никогда не может быть без монарха». Таким образом Эдуард I был немедленно провозглашён королём и правил in absentia, то есть сам того не зная, до тех пор, пока его не достигнет новость о смерти его отца и он не вернётся в Англию.
Во Франции, после смерти короля Людовика XV в 11 часов вечера 10 мая 1774 года, его престолонаследник немедленно стал королём Людовиком XVI, как только была произнесена фраза «Le Roi est mort, vive le Roi!».
В Дании похожую фразу — (дат. kongen leve kongen er død) провозглашает премьер-министр непосредственно после смерти монарха. Премьер произносит эту фразу с балкона дворца Кристиансборг, который ранее был королевской резиденцией, а теперь является зданием парламента.
Эта фраза в настоящее время стала распространённым речевым штампом, она регулярно появляется в качестве заголовков статей, передовиц или рекламных объявлений, затрагивающих в том или ином контексте темы преемственности или замены. Например, британский политик Роберт Сесил, один из идеологов создания Лиги Наций, на последнем заседании Лиги Наций в 1946 году закончил своё выступление словами: «Лига мертва. Да здравствует Организация Объединённых Наций!».

## В литературе
Заглушая шумное ликование пирующих, внезапно в залу ворвался чистый и четкий звук рога. Мгновенно наступила тишина, и в глубоком безмолвии раздался один голос — голос вестника, присланного из дворца. Все как один человек встали и обратились в слух.
Речь гонца завершилась торжественным возгласом:
— Король умер!
Словно по команде, все склонили головы на грудь и несколько мгновений оставались в полном молчании, потом бросились на колени перед Томом, простирая к нему руки с оглушительными криками, от которых, казалось, задрожало все здание:
— Да здравствует король!
Взоры бедного Тома, ослепленного этим поразительным зрелищем, растерянно блуждали по сторонам и остановились на принцессах, опустившихся перед ним на колени, потом на лорде Гертфорде.— Принц и нищий, Марк Твен.